# George Bretz
George Henry Bretz (ur. 3 września 1880 w Blenheim, zm. 7 maja 1956 w Toronto) – kanadyjski zawodnik lacrosse, który na Igrzyskach Olimpijskich 1904 w Saint Louis wraz z kolegami zdobył złoty medal w grze drużynowej.